# CDC Croissance
CDC Croissance, filiale de la Caisse des dépôts et consignations, est une société de gestion française supervisée par l'Autorité des marchés financiers. L'entreprise a 3,2 milliards d'euros d'encours gérés en juin 2023.
La CDC Croissance gère spécifiquement une variété de fonds professionnels spécialisés qui se concentrent sur les petites et moyennes entreprises cotées en France et dans la Zone Euro.
Ces fonds sont alimentés par des contributions provenant d'institutions publiques, d'entreprises publiques, d'organismes de retraite et d'autres entités affiliées au secteur public. Ces contributions sont ensuite investies dans des parts d'actifs dans le but de soutenir des projets de développement ou d'innovation au sein d'entreprises.

## Développements
L'entreprise a pour mission de soutenir le développement économique en investissant dans des entreprises prometteuses à fort potentiel de croissance par le biais de ses différents fonds.
La CDC Croissance a créé son premier fonds en 2001, le CDC PME Croissance, spécialisé dans les entreprises à capitalisation moyenne françaises.
Elle a poursuivi son développement en lançant en 2018 un nouveau fonds, le CDC EURO Croissance, consacré aux entreprises à capitalisation moyenne de la Zone Euro.
En 2019, la CDC Croissance a introduit un nouveau fonds, le CDC TECH Croissance, spécifiquement destiné aux entreprises technologiques françaises.
En 2020, la CDC Croissance a inauguré le fonds CDC Croissance Durable. Celui-ci privilégie les petites sociétés françaises cotées démontrant une amélioration de leurs pratiques et de leur performance dans les domaines environnementaux, sociaux et de gouvernance (Approche Best Effort).
De septembre 2016 à juin 2023, son directeur général est le haut fonctionnaire Christophe Bourdillon. A son départ, il demeure directeur général de CDC Tech Premium, et Aude de Lardemelle lui succède à la direction générale de CDC Croissance.
Son dernier fonds, le CDC TECH Premium, a été créé en 2022 pour accompagner l'introduction en bourse des start-ups françaises valorisées à plus d'un milliard (licornes). La SICAV interviendra dans une perspective d'investisseur à long terme afin de soutenir les projets de cotation des licornes françaises et de fournir de la liquidité sur le marché secondaire.